# Sperenberg
Sperenberg è una frazione del comune tedesco di Am Mellensee, nel Land del Brandeburgo.

## Storia
Sperenberg fu nominata per la prima volta nel 1495.

Costituì un comune autonomo fino al 1º febbraio 2002.

## Monumenti e luoghi d'interesse
Chiesa (Dorfkirche)Costruzione in stile barocco eretta nel 1752-53; la torre di facciata venne modificata nel 1846.

## Geografia antropica
Alla frazione di Sperenberg appartiene anche la località di Fernneuendorf.

## Amministrazione

### Gemellaggi
Sperenberg è gemellata con:
- Borchen, dal 1990